# Kerstmis vier je samen
Kerstmis vier je samen is een lied van de Nederlandse gelegenheidsformatie EenMaal voor Allen. Het werd in 2014 als single uitgebracht.

## Achtergrond
Kerstmis vier je samen is geschreven door John Dirne, Pieter van Schooten en René Froger. Het is een kerstlied uit het genre nederpop. In het lied zingen de artiesten over hoe het kerstfeest gevierd zou moeten worden; met elkaar en met veel eten. Ze zingen daarnaast ook over de mensen die dat niet zo kunnen ervaren en roepen mensen op om ook naar die mensen om te kijken. Het nummer was verbonden aan de actie Samen vieren we kerst van supermarktketen Jumbo in hetzelfde jaar. Bij deze actie werd er geld ingezameld en in samenwerking met Voedselbanken Nederland, het Leger des Heils, het Nationaal Ouderenfonds, de Nationale Vereniging de Zonnebloem, Humanitas, Vluchtelingenwerk Nederland, Stichting Sensoor, Coalitie Erbij en de MOgroep kerstdiners georganiseerd voor mensen die zelf de mogelijkheid er niet voor hadden. De opbrengsten van de single gingen ook naar de actie.

## Deelnemers
Aan het lied en videoclip werkten een groot aantal BN'ers mee. Hieronder is een lijst te zien van deze BN'ers:
- André Hazes jr.[2]
- Do[2]
- Ernst Daniël Smid[2]
- Lee Towers[2]
- Jan Smit[2]
- Kim-Lian van der Meij[2]
- Lange Frans[2]
- Loïs Lane[2]
- Monique Smit[2]
- René Froger[2]
- Ruth Jacott[2]
- Thomas Berge[2]
- Willeke Alberti[2]
- Henny Huisman[3]
- Kees Tol[3]
- Jochem van Gelder[3]
- Renate Verbaan[3]

## Hitnoteringen
De gelegenheidsformatie had succes met het lied in Nederland. Het piekte op de zeventiende plaats van de Single Top 100 en stond drie weken in deze hitlijst. De Top 40 werd niet bereikt; het lied bleef steken op de 25e plaats van de Tipparade.